# 1967 год в изобразительном искусстве СССР
1967 год был отмечен рядом событий, оставивших заметный след в истории отечественного изобразительного искусства.

## События
- Выставка произведений ленинградских художников, посвящённая 50-летию Великой Октябрьской социалистической революции, открылась в залах Государственного Русского музея. Экспонировались произведения Евгении Антиповой, Завена Аршакуни, Николая Баскакова, Ольги Богаевской, Ирины Бройдо, Валерия Ватенина, Марии Добриной, Алексея Ерёмина, Ольги Ефимовой, Вячеслава Загонека, Александра Зайцева, Леонида Кабачека, Анатолия Казанцева, Энгельса Козлова, Бориса Корнеева, Леонида Кривицкого, Владислава Леванта, Олега Ломакина, Бориса Малуева, Евсея Моисеенко, Михаила Натаревича, Самуила Невельштейна, Виктора Орешникова, Сергея Осипова, Пен Варлена, Николая Позднеева, Виктора Рейхета, Александра Романычева, Глеба Савинова, Леонида Ткаченко, Бориса Угарова, Петра Фомина, Бориса Харченко, Соломона Эпштейна и других[1][2].
- Выставка произведений Евгении Петровны Антиповой открылась в залах Ленинградского отделения Союза художников РСФСР.[3]
- Выставка произведений Виктора Кузьмича Тетерина открылась в залах Ленинградского отделения Союза художников РСФСР.[4]
- Выставка произведений Владимира Александровича Горба открылась в залах Ленинградского отделения Союза художников РСФСР.[5]
- Выставка произведений Льва Константиновича Богомольца открылась в залах Ленинградского отделения Союза художников РСФСР.[6]
- Вторая Всесоюзная художественная выставка «Физкультура и спорт в изобразительном искусстве» открылась в Москве.
- Всесоюзная Юбилейная художественная выставка, посвящённая 50-летию Великой Октябрьской социалистической революции, открылась в Москве.[7]

- В Москве в парке Декабрьского восстания Пресненского района установлена бронзовая копия знаменитой скульптуры И. Шадра «Булыжник — оружие пролетариата». Скульптура была отлита в бронзе в 1947 году с гипсового оригинала, выполненного И. Шадром в 1927 году и хранящегося в ГТГ.
- 28 сентября в Костроме открыт памятник Ивану Сусанину. Авторы скульптор Н. А. Лавинский, архитекторы М. П. Бубнов и М. Ф. Марковский.
- Художественная выставка «50 лет советской живописи» открылась в Токио, Япония.
- 15 октября в Волгограде на Мамаевом кургане открыта скульптура «Родина-мать зовёт!» — композиционный центр памятника-ансамбля «Героям Сталинградской битвы», выполненная по проекту скульптора Е. В. Вучетича.[8]

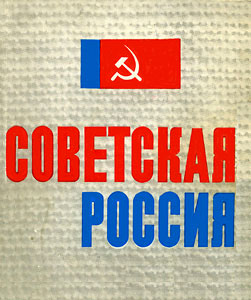
Каталог выставки

- 2 ноября в Москве в Тайницком саду на территории Кремля был открыт памятник В. И. Ленину. Его авторами стали скульптор В. Б. Пинчук и архитектор С. Б. Сперанский. В 1995 году памятник Ленину был демонтирован, скульптура перенесена в «Парк искусств» на Крымской набережной, а затем в Ленинские Горки, где находится и по сей день.
- Выставка «Русское искусство от скифов до современности» открылась в Париже, Франция.
- Третья Республиканская художественная выставка «Советская Россия» проходила в Москве в ЦВЗ «Манеж» с 29 сентября по 20 октября при участии Николая Бабасюка, Вениамина Борисова, Ивана Варичева, Игоря Веселкина, Николая Галахова, Алексея Еремина, Анатолия Казанцева, Энгельса Козлова, Бориса Корнеева, Виктора Коровина, Бориса Лавренко, Олега Ломакина, Бориса Малуева, Евсея Моисеенко, Андрея Мыльникова, Веры Назиной, Самуила Невельштейна, Юрия Непринцева, Дмитрия Обозненко, Леонида Овсянникова, Владимира Овчинникова, Сергея Осипова, Виктора Орешникова, Всеволода Петрова-Маслакова, Николая Позднеева, Степана Привиденцева, Николая Рутковского, Глеба Савинова, Виктора Саморезова, Александра Самохвалова, Александра Сегала, Владимира Серова, Владимира Скрябина, Александра Соколова, Виктора Тетерина, Николая Тимкова, Михаила Труфанова, Юрия Тулина, Виталия Тюленева, Петра Фомина, Владимира Френца, Николая Фурманкова, Юрия Хухрова, Бориса Шаманова и других художников.[9] Экспонировалось свыше 2000 произведений.[10][11]

## Деятели искусства

### Скончались
- 15 января — Давид Бурлюк, поэт и художник, один из основоположников российского футуризма (род. в 1882).
- 11 февраля — Иван Евстигнеев, живописец-баталист, заслуженный деятель искусств РСФСР, лауреат Сталинской премии (род. в 1899).
- 12 февраля — Павел Радимов, художник, последний председатель Товарищества передвижников и первый председатель Ассоциации художников революционной России (род. в 1887).
- 7 марта — Сарра Лебедева, скульптор, заслуженный деятель искусств РСФСР, член-корреспондент Академии художеств СССР (род. в 1892).
- 22 апреля — Дмитрий Филиппов, живописец и педагог (род. в 1904).
- 19 сентября — Зинаида Серебрякова, художница, с 1924 года жившая во Франции (род. в 1884).
- 2 ноября — Александр Шендеров, живописец и график (род. в 1897).
- 21 ноября — Владимир Лебедев, художник-график, мастер плаката, книжной и журнальной иллюстрации, народный художник РСФСР, член-корреспондент Академии художеств СССР (род. в 1891).
- 22 ноября — Павел Корин, живописец, народный художник СССР, действительный член Академии художеств СССР, лауреат Ленинской премии (род. в 1892).

Полная дата неизвестна
- Леонид Шолохов, живописец и педагог (род. в 1905).
- Фёдор Модоров, живописец и педагог, народный художник РСФСР, член-корреспондент Академии художеств СССР (род. в 1890).
- Андрей Файдыш-Крандиевский, скульптор-монументалист, лауреат Сталинской премии, заслуженный деятель искусств РСФСР (род. в 1920).

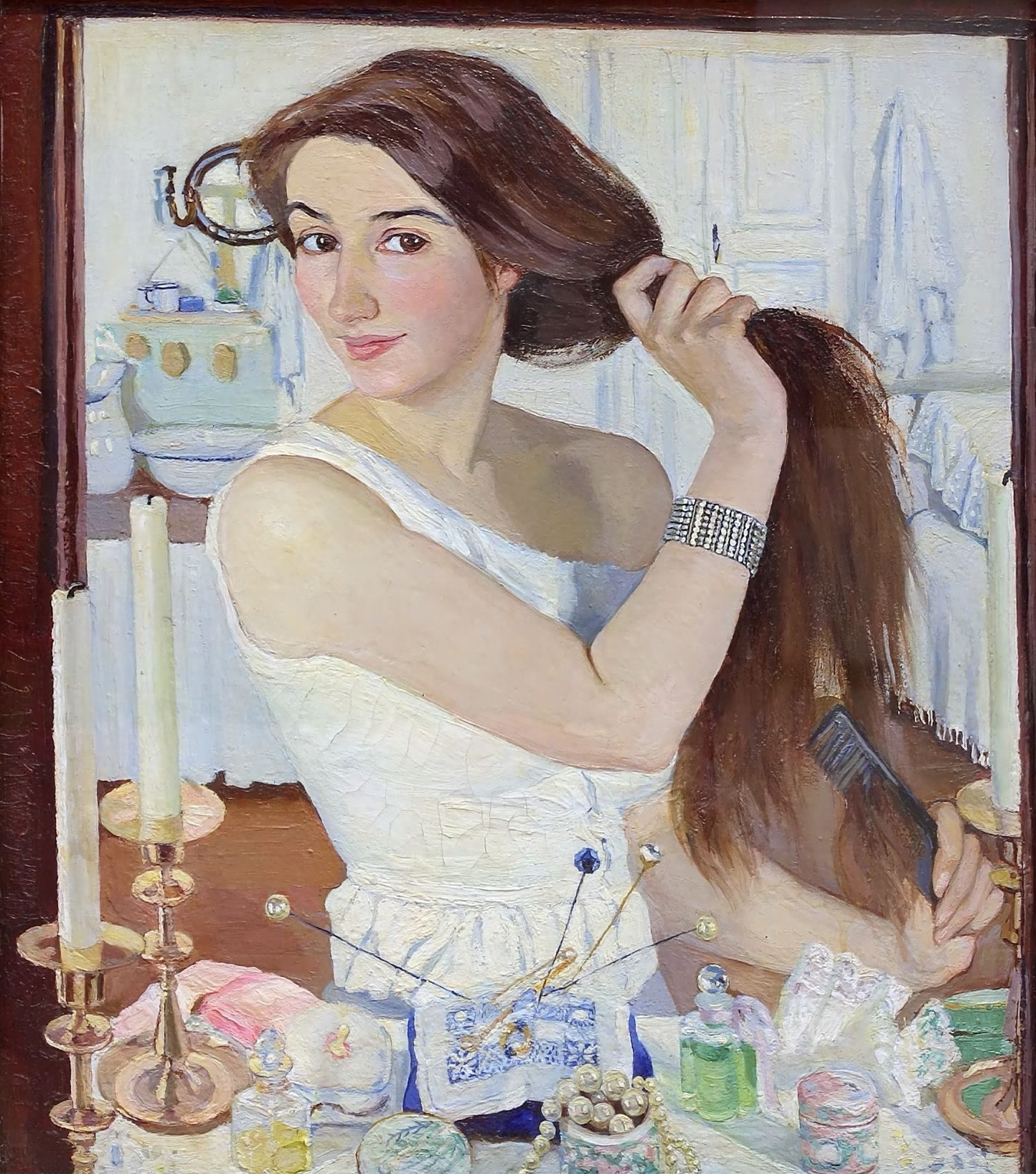
Зинаида Серебрякова
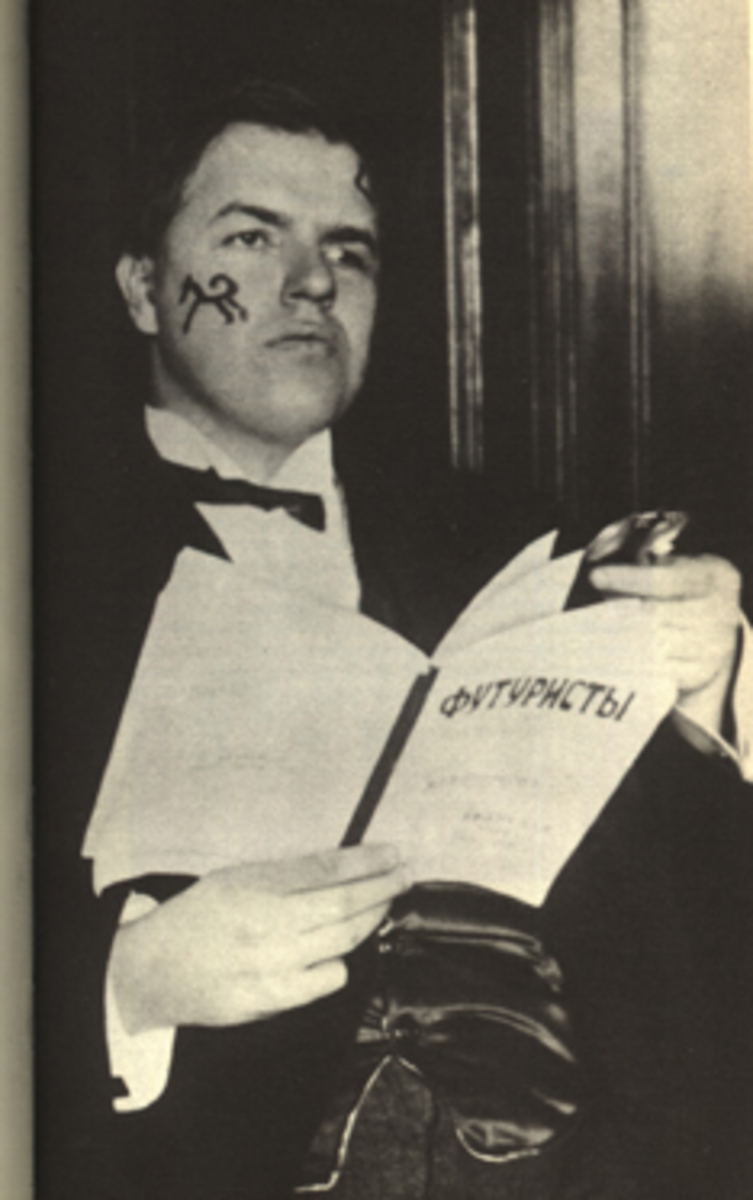
Давид Бурлюк
Павел Радимов